# Dubdon d'Atholl
Dubdon d'Atholl (dans les années 960) était Mormaer d'Atholl (en gaélique, satrapas Athochlach) durant le règne du roi Dubh Ier d'Écosse. 

## Contexte
La Chronique des Rois d'Alba affirme que Dubdon fut tué avec l'abbé laïc Dúnchad de Dunkeld lors de la bataille de dorsum Crup, opposant le roi Dubh  à son parent Cuilén, au cours de laquelle le premier l'emporta . Le fait que Dubdon soit mort dans la bataille et que la base de son pouvoir soit située au sud du royaume d'Alba laissent à penser qu'il était l'allié de Cuilén et l'ennemi de Dub.